# Resolución 550 del Consejo de Seguridad de las Naciones Unidas
La Resolución 550 del Consejo de Seguridad de las Naciones Unidas, adoptada el 11 de mayo de 1984, tras escuchar a representantes de la República de Chipre y reafirmando las resoluciones 365 (1974), 367 (1975), 541 (1983) y 544 (1983), el consejo condenó las actividades secesionistas ilegales en la parte de la República de Chipre ocupada por Turquía, en violación de las resoluciones anteriores.

## Casos judiciales relevantes
El derecho internacional no contiene ninguna prohibición sobre las declaraciones de independencia, y el reconocimiento de un país es una cuestión política.

### Tribunales internacionales
- El 22 de julio de 2010, la Corte Internacional de Justicia (CIJ) indicó en su opinión consultiva sobre la declaración de independencia de Kosovo en 2010 que "el Consejo de Seguridad en un carácter excepcional atribuyó ilegalidad a la DOI de TRNC porque estaba, o habría estado conectado con el uso ilegal de la fuerza" y que "el derecho internacional general no contiene ninguna prohibición aplicable de declaraciones de independencia".[3]

Se esperaba que el fallo de la CIJ fortaleciera las demandas de reconocimiento por parte de Chipre del Norte. La decisión de la CIJ también ha sido vista como una apertura a más opciones potenciales para que la TRNC gane legitimidad internacional.
- El 2 de julio de 2013, El Tribunal Europeo de Derechos Humanos (TEDH) decidió que "... a pesar de la falta de reconocimiento internacional del régimen en el área norteña, puede ser necesario un reconocimiento de facto de sus actos con fines prácticos. Así, la adopción por parte de las autoridades del "TRNC" de medidas civiles, administrativas o penales, y su aplicación o ejecución dentro de ese territorio, puede considerarse que tiene una base legal en el derecho interno a efectos del Convenio".[7]

- El 2 de septiembre de 2015, El Tribunal Europeo de Derechos Humanos (TEDH) decidió que "... el sistema judicial establecido en el "TRNC" debía ser considerado como "establecido por ley" con referencia a la "base constitucional y legal" en la que operaba, y no aceptó la alegación de que los tribunales del "TRNC" en su conjunto carecían de independencia y/o imparcialidad".[8]

### Tribunales de países
- El 9 de octubre de 2014, el Tribunal Federal de los Estados Unidos (EE. UU.) declaró que "el TRNC supuestamente opera como una república democrática con un presidente, primer ministro, legislatura y judicatura".[9]